# Liberec-Rochlice
Liberec-Rochlice – przystanek kolejowy w Libercu, w kraju libereckim, w Czechach. Znajduje się na wysokości 375 m n.p.m.
Jest zarządzany przez Správę železnic. Na przystanku nie ma możliwości zakupu biletu, a obsługa podróżnych odbywa się w pociągu.

## Linie kolejowe
- 036 Liberec - Tanvald - Harrachov